# Ireby (Lancashire)
 (avril 2023).
Ireby est un village et une paroisse civile du Lancashire, en Angleterre.